# Corrie van Binsbergen
Corrie van Binsbergen (Tiel, 31 augustus 1957) is een Nederlandse gitarist en componist.

## Biografie
Corrie van Binsbergen studeerde klassiek gitaar aan het Utrechts Conservatorium, waar zij in 1983 afstudeerde. Bekendheid kreeg ze met haar in 1986 opgerichte band Corrie en de Brokken, waarin ze elektrisch gitaar speelde. De naar Corry Brokken vernoemde band speelde composities van haar hand waarin ze jazz, pop en klassiek vermengde. In 1990 kwam de eerste CD uit, Alles beweegt. In 1994 trad ze op met KNVB. Een jaar later werd de band Corrie en de Brokken opnieuw opgericht, met een nieuwe bezetting.
Van Binsbergen is artistiek en zakelijk leider van Stichting Brokken, waarmee ze sinds 1996 grensoverschrijdende projecten initieert, zoals Corrie en de Grote Brokken, met twaalf musici uit de Nederlandse pop en jazz. 
Vanaf 2000 maakt Van Binsbergen gebruik van verhalen en poëzie. Ze werkte samen met schrijvers en dichters onder wie Remco Campert, Manon Uphoff, Dimitri Verhulst, Esther Gerritsen en Ellen Deckwitz. Met Toon Tellegen heeft ze een blijvende samenwerking. In 2019 bracht zij met auteur Auke Hulst de muziektheatervoorstelling Een groter gebeuren uit.
In 2015 startte ze haar octet Vanbinsbergen Playstation.
Corrie van Binsbergen ontving compositieopdrachten van onder meer het Filmmuseum, Holland Festival, Nederlands Blazers Ensemble, Mondriaan String Quartet, Zapp String Quartet, Amsterdam Loeki Stardust Quartet, Radio Symphony Orchestra, Asko❘Schönberg Ensemble & Barbara Hannigan en het Rotterdams Philharmonisch Orkest.

## Onderscheidingen
In 1999 ontving Van Binsbergen de VPRO/Boy Edgar Prijs. In 2012 werd ze genomineerd voor de Amsterdamprijs voor de Kunst in de categorie Bewezen kwaliteit.

## Discografie
| Artiest                                   | Titel                                    | Label                 | Jaar | Medium          |
| ----------------------------------------- | ---------------------------------------- | --------------------- | ---- | --------------- |
| Toon Tellegen & het Wisselend Toonkwintet | Ik wou                                   | Brokken Records       | 2020 | CD              |
| Auke Hulst & Corrie van Binsbergen        | Een Groter Gebeuren                      | Stichting Brokken     | 2019 | Boek / download |
| Vanbinsbergen Playstation, e.a.           | 10, a special brokken records edtion     | Brokken Records       | 2018 | CD              |
| Dimitri Verhulst & Corrie van Binsbergen  | Godverdomse Dagen op een Godverdomse Bol | Uitgeverij Rubinstein | 2017 | LP / download   |
| Vanbinsbergen Playstation                 | Tales Without Words                      | Challenge Records     | 2017 | CD              |
| Toon Tellegen & het Wisselend Toonkwintet | Wij Weten Wie Wij Zijn…                  | Uitgeverij Rubinstein | 2016 | Boek / 4 CDs    |
| Vanbinsbergen Playstation                 | Live                                     | Challenge Records     | 2015 | CD              |
| P.F. Thomése & Corrie van Binsbergen      | Schaduwkind Suite                        | Uitgeverij Rubinstein | 2014 | CD              |
| Corrie van Binsbergen                     | Self Portrait in Pale Blue               | Brokken Records       | 2013 | CD              |
| Toon Tellegen & het Wisselend Toonkwintet | Het geluk van de sprinkhaan              | Uitgeverij Rubinstein | 2013 | CD              |
| Corrie en de Grote Brokken                | VIER!                                    | Brokken Records       | 2011 | CD              |
| Josse De Pauw & Corrie van Binsbergen     | Over de bergen                           | Brokken Records       | 2010 | CD              |
| Ramsey Nasr & Corrie van Binsbergen       | Wonderbaarlijke maand                    | De Bezige Bij         | 2009 | CD              |
| CRAM                                      | For a dog                                | Brokken Records       | 2008 | CD              |
| Toon Tellegen & het Wisselend Toonkwintet | Dierenverhalen                           | Uitgeverij Rubinstein | 2007 | CD              |
| Josse De Pauw & Corrie van Binsbergen     | Werk                                     | Uitgeverij Rubinstein | 2006 | CD              |
| Renate Dorrestein & Corrie van Binsbergen | Het duister dat ons scheidt              | Uitgeverij Contact    | 2006 | CD              |
| Corrie en de Grote Brokken                | Het land is moe                          | Challenge Records     | 2005 | CD              |
| Kees van Kooten & Corrie van Binsbergen   | Live gelezen en gespeeld                 | De Bezige Bij         | 2005 | CD              |
| Remco Campert & Corrie van Binsbergen     | Als in een droom                         | De Bezige Bij         | 2005 | CD              |
| Toon Tellegen & Corrie van Binsbergen     | De trein naar Pavlovsk en Oostvoorne     | Uitgeverij Rubinstein | 2004 | CD              |
| Corrie en de Grote Brokken                | Kado uit de hel!                         | Challenge Buzz        | 2001 | CD              |
| Corrie en de Grote Brokken                | Brokstukken                              | Brokkenbootleg        | 2000 | CD              |
| Links                                     | Ouvrir ici                               | Via Jazz              | 1999 | CD              |
| Vanbinsbergen                             | Vanbinsbergen                            | Via Jazz              | 1999 | CD              |
| Corrie en de Grote Brokken                | Special Double Album                     | Via Jazz              | 1997 | CD              |
| Corrie en de Brokken                      | Live! – Bimhuis 5 mei 1995               | BV Haast              | 1996 | CD              |
| Corrie en de Brokken                      | Alles beweegt                            | BV Haast              | 1990 | CD              |